# Lach und wein mit mir
Lach und wein mit mir (Originaltitel: Riding High) ist eine US-amerikanische Filmkomödie mit Musicalelementen des Regisseurs Frank Capra aus dem Jahr 1950. Der Film der Paramount Pictures ist ein Remake des Films Broadway Bill, den Frank Capra 1934 gedreht hatte. Melville Shavelson und Jack Rose erweiterten das Originaldrehbuch von Robert Riskin, das auf der Kurzgeschichte Strictly Confidental von Mark Hellinger basiert, für den neuen Film. 

## Handlung
Dan Brooks will Margaret Higgins, die Tochter des Unternehmers J. L. Higgins, heiraten. Margaret muss sich aber erst noch scheiden lassen. Dan tritt in die Kartonagenfabrik des Vaters ein und soll diese leiten. Dan ist aber mehr daran interessiert, sein Rennpferd Broadway Bill zu reiten. Margerets jüngere Schwester Alice ist heimlich in Dan verliebt. Sie unterstützt Dan in seinem Vorhaben. 
Bei einem Abendessen im Hause Higgins fordert der Familienvater Dan auf, sich von seinem Pferd zu trennen, da er nicht mit aller Konzentration für die Firma arbeitet. Dan erläutert seine Zukunftspläne. Er will Margaret heiraten, dann den Ort verlassen und Rennen bestreiten. Margaret will nicht mit Dan wegziehen, sagt aber auch nicht die geplante Hochzeit ab. 
Dan und sein Freund Clarence White planen ein Rennen mit Bill. Dan hat das Unternehmen seines zukünftigen Schwiegervaters verlassen und alles an Geld zurückgezahlt. Somit hat er nicht genug für das Startgeld. Dan versucht, sich von Freunden Geld zu leihen. So trifft er sich mit Professor Pettigrew und dessen Freund Oscar in einem Restaurant. Pettigrew seinerseits hofft, dass Dan ihm Geld leihen könnte. Bald wird beiden klar, was sie sich erhoffen. Es wird auch klar, dass sie nicht genug Geld haben, das Essen zu bezahlen. So verursachen sie ein Getümmel, indem sie aufstehen und die Universitätshymne von Yale singen. Da viele der Gäste von der Universität sind, stimmen sie mit ein. In dem Chaos können Dan und Pettigrew das Restaurant verlassen.
Es stellt sich heraus, dass Broadway Bill nicht ohne sein Maskottchen laufen würde. Das Maskottchen ist Skeeter, ein Hahn. Alice bringt den Hahn zu Dan und leiht ihm auch etwas Geld. Am Abend erkrankt Bill. Der Tierarzt versichert, dass Bill bis zum Rennen, das in einer Woche stattfinden soll, wieder gesund sei, allerdings vorher nicht geritten werden darf. Da nun keine Einnahmequelle vorhanden sind, fordert Dan, dass nun er, Clarence, Pettigrew, Oscar und Alice die benötigten 500 Dollar für das Startgeld aufbringen müssen.
Alle Versuche Geld aufzutreiben scheitern. Dann will Blut spenden, wird jedoch abgelehnt, da er sich nicht richtig ernähre. Clarence versucht sich im Glücksspiel, wird jedoch beim Schummeln erwischt. Pettigrew und Oscar platzieren Wetten, verlieren jedoch alle Gewinne schnell wieder. Nur Alice kann etwas beisteuern, indem sie einige Sachen aus ihrem Besitz ins Leihhaus bringt. Sie gibt Clarence das Geld für Dan, damit dieser glaubt, Clarence habe das Geld zusammenbekommen. 
Da Dan die Futterrechnung nicht bezahlen kann, wird Bill am Abend vor dem Rennen vom Sheriff beschlagnahmt. Dan versucht, Bill zurückzuholen, wird beim Versuch jedoch festgenommen. Am Renntag stehen die Wetten für einen Sieg von Bill bei 100 : 1. Der Millionär J. P. Chase, der im Krankenhaus liegt, platziert einen kleinen Betrag auf Bill. Als bekannt wird, dass der Millionär auf Bill wettet, schließen sich andere an. Die Wettquoten fallen schnell. Der Berufsspieler Eddie Howard erfährt, dass Dan im Gefängnis sitzt und Bill nicht starten kann. Daher bezahlt er die Futterrechnung und kann somit Dan aus dem Gefängnis kaufen. Eddie will verhindern, dass die Wettquoten in den Keller fallen. Der Jockey des Rennfavoriten, Gallant Lady, ist disqualifiziert worden. Eddie hat den Jockey Ted Williams für Bill angeheuert. Er fordert ihn auf, absichtlich zu verlieren. Die Familie Higgins verfolgt das Rennen am heimischen Fernsehgerät. Selbst J. L. fiebert mit Bill mit. Bill gewinnt das Rennen, trotz aller Versuche des Jockeys, dies zu verhindern. Nach dem Rennen strauchelt das Pferd. Die Anstrengung war zu groß, so dass sein Herz versagt. Beim Begräbnis des Pferdes erscheint J. L. und kondoliert. Er holt die traurige Alice ab. 
Einige Zeit später hat Margaret einen anderen Mann geheiratet. J. L. gibt bekannt, dass er sein Unternehmen verkaufen will. In dem Moment taucht Dan auf, um Alice abzuholen. Alice schließt sich mit dem Segen ihres Vaters Dan und seiner Gruppe an. Dabei sind Clarence, Skeeter und Dans zwei neue Pferde. Sie heißen Broadway Bill II und Prinzessin, so ist der Spitzname von Alice. Sie machen sich auf den Weg nach Santa Anita. J. L. schaut ihnen durchs Fenster nach. Dann eilt er ihnen nach um mitzukommen.

## Hintergrund
Die Uraufführung fand am 12. April 1950 statt. In Deutschland wurde der Film erstmals am 27. November 1951 in den Kinos gezeigt.
Frank Capra besetzte seinen Film selbst in Neben- und Kleinstrollen prominent, wobei viele der Schauspieler im Abspann nicht genannt wurden.
Im Abspann nicht genannt wurde beispielsweise Oliver Hardy für seinen Cameo-Auftritt als Mann an der Rennbahn. In einer Nebenrolle als Johnson ist Harry Davenport in seiner letzten Filmrolle zu sehen. Weitere kleine Rollen übernahmen Snub Pollard als Zuschauer, Ann Doran als Krankenschwester, Max Baer als Bertie, Clara Blandick als Mrs. Peterson, Candy Candido als Musiker, Fritz Feld als französischer Schneider, Margaret Field als Dienstmädchen, Tom Kennedy als Betrüger, Phil Moore als Wetter und Kasey Rogers als Zuschauerin.
Mehrere Darsteller des ursprünglichen Films sollten auch im Remake auftreten, verstarben jedoch schon vorher. Daher wurde auf die Originalaufnahmen zurückgegriffen und in das neue Werk eingefügt. Dies war unter anderem bei dem 1945 verstorbenen Forrester Harvey in seiner Rolle als Bradshaw der Fall. 
Für das Szenenbild waren Hans Dreier und Walter H. Tyler verantwortlich. Die Ausstattung übernahmen Sam Comer und Emile Kuri, das Kostümbild Edith Head. Wally Westmore war der verantwortliche Maskenbildner, Farciot Edouart der Effektkünstler. Im Abspann nicht genannt wurde Kameramann John F. Seitz, der die Rennszenen filmte.
Für den Film komponierte Jimmy Van Heusen vier Songs, deren Texte von Johnny Burke stammen. 
Broadway Bill wurde von dem schwarzen Vollblut Hiland Dale gespielt, der für den Film extra trainiert wurde.

## Kritiken
Das Lexikon des internationalen Films beschreibt den Film als „geistreiche musikalische Komödie, die Sozialkritik und Kinoromantik auf gelungene Weise verknüpft und sich Capras früherer Verfilmung des Stoffs als ebenbürtig erweist.“
Bosley Crowther von der New York Times schrieb in seiner Kritik, das Capra-Projekt sei geniale und heitere Unterhaltung, das dem Original gleich sei. Durch Crosbys lässige und fröhliche Persönlichkeit sei der neue Film sogar um eine Nasenspitze voraus. Crosbys liebenswerter Umgang mit dem Pferd, aber auch mit Musik und den Mitmenschen, mache die Qualität des Films aus, der nicht nur amüsant, sondern auch einnehmend sei.
Die Kritiker der katholischen Bischofskonferenz der USA hingegen bemängelte die übersentimentale Erzählung der schwachen Handlung, obwohl einige Schauspielveteranen für Amüsement sorgen.